# Exanthème
Pour les articles homonymes, voir Rash.
 Mise en garde médicale
Un exanthème ou une éruption cutanée (ou parfois un rash) est une éruption érythémateuse cutanée diffuse d'apparition aiguë, le plus souvent transitoire. Il peut s’accompagner d'un énanthème, c'est-à-dire d'une atteinte muqueuse.
Un exanthème peut survenir au cours d’une maladie fébrile d’origine infectieuse (par exemple virale, lors d’une hépatite A) ou parasitaire ou encore au cours d’une intoxication médicamenteuse. Il peut être par exemple une urticaire (allergique ou virale), les muqueuses étant dans ce cas épargnées, sauf dans les cas graves d'urticaires avec atteinte des muqueuses pouvant provoquer un choc anaphylactique qui constitue une urgence médicale.

## Typologie
Selon les cas, les lésions sont papuleuses (boutons), maculopapuleuses, bulleuses, vésiculeuses, réticulaire, pétéchiales, en plaques, en plaque surélevées, parfois associées à une desquamation, érythème multiforme (mineur ou majeur). Avec l'urticaire géante, les macules peuvent parfois être bleutées (évoquant l'ecchymose) et avoir un aspect marginé.
L'exanthème peut ou non être prurigineux, stable (fixe) ou migratoire, symétrique ou non et/ou accompagné de sueur, nausées, myalgies, diarrhées, douleurs articulaires, œdème de Quincke, problèmes de tension artérielle, etc., avec ou sans atteinte des muqueuses, en affectant ou non l'état général (avec par exemple asthénie, fièvre, arthralgie, etc.).
Ce sont autant d'éléments qui peuvent orienter le diagnostic. Les exanthèmes érythémateux peuvent être différenciés selon plusieurs types :
- exanthème scarlatiniforme : larges plaques rouge vif sans intervalle de peau saine, prédominant aux plis de flexion et pouvant évoluer vers une desquamation secondaire ;
- exanthème morbilliforme : maculo-papules rouges pouvant confluer en plaques séparées par des intervalles de peau saine ;
- exanthème roséoliforme : petites macules rose pâle mal délimitées séparées par des intervalles de peau saine.

## Épidémiologie
Au Canada, au début des années 2000, les exanthèmes fébriles représentaient 20 % des motifs de consultations aux urgences et sans rendez-vous.

## Exanthème fébrile[4]

### Exanthème maculo-papuleux
Parmi les causes les plus fréquentes : la scarlatine, la rougeole, la rubéole, l'exanthème subit ou roséole infantile (appelée aussi 6e maladie, due à HHV6), la primo-infection à VIH ou EBV, exanthèmes des entéro-viroses, le megaléryhtème épidémique (5e maladie, dû à parvovirus B19), maladie de Kawazaki.
On note aussi d'autres étiologies d'exanthèmes :
- de cause virale : l'hépatite B, les adénovirus et CMV, grippe, arbovirus ;
- de cause bactérienne : les chocs toxi-infectieux streptococciques ou staphylococciques, syphilis, rickettsioses, mycoplasma pneumoniae, tâches lenticulaires de la fièvre typhoïde ;
- de cause parasitaire : helminthose, trypanosomose, hydatidose, toxoplasmose ;
- de cause médicamenteuse : béta-lactamines, sulfamides, anti-inflammatoires non stéroïdiens, anti-épileptiques. La notion d'une introduction médicamenteuse dans les jours précédant l'éruption, d'un prurit, du caractère polymorphe de l'éruption oriente vers l'étiologie médicamenteuse[5].